# Корж Віктор Петрович
Ві́ктор Петро́вич Корж (3 серпня 1957, Харків, Харківська область, Українська РСР, СРСР) — лікар, доктор медичних наук, перший заступник голови ФСТ «Динамо» України, генерал-майор міліції, народний депутат України 5 та 6 скликань, Міністр України у справах сім'ї, молоді та спорту (1 грудня 2006 — 18 грудня 2007), віце-президент НОК України.

## Життєпис
Народився 3 серпня 1957 (м. Харків) в сім'ї науковців-філологів. Батько – Петро Якович Корж: мовознавець і педагог ХНУ ім. В. Каразіна, учасник Великої Вітчизняної війни, орденоносець, завідувач кафедри, декан філфаку. У 17 років потрапив на фронт. Після закінчення війни, повернувся до університету. За сумлінну військову службу отримав п'ять орденів і вісім медалей. Командир артилерійської батареї під Сталінградом, громив танкову групу Манштейна, визволяв Донбас, Крим, Білорусь, Литву та ін . Мати – Наталія Григорівна Корж: талановитий педагог і професор, п’ятдесять років праці віддала Харківському національному університету ім. В. Каразіна), сприяла відродженню кафедри класичної філології на філологічному факультеті .
У 1974 році вступив до Харківського медичного інституту (ХМІ) на лікувальний факультет, який закінчив у 1981 році. Отримав другу освіту, закінчивши Харківський філіал Київського державного інституту фізичної культури за спеціальністю «фізкультура і спорт» (1985-1989). Захистив дисертацію на здобуття вченого ступеня кандидата педагогічних наук у галузі фізичної культури . Доктор медичних наук, «спортивна медицина».
Після закінчення медичного інституту проходив інтернатуру в 27-й клінічній лікарні м. Харкова. З 1982 по 1983 рік працює тут лікарем .
Довгий час діяльність Віктора Коржа була пов’язана з визнаною школою професійної майстерності – фізкультурно-спортивним товариством «Динамо» України. В цей період, спочатку обіймає посаду лікаря, а згодом головного лікаря лікарсько-фізкультурного диспансеру «Динамо» (1983-1985) . У 1985 році отримує посаду заступника голови Харківської облради «Динамо» . Впродовж 1994-1995 років працює віце-президентом АТ «Інвестор» (м. Харків). З 1995-1997 рік трудився на посаді 1-го заступника голови Харківської обласної ради «Динамо». Потім його запросили до Києва. З 1997 по 2005 роки – 1-й заступник голови Центральної ради ФСТ «Динамо» . 
Президент Федерації гімнастики України, віце-президент НОК України.
19 серпня 2010 року був обраний Головою ЦР ФСТ «Динамо» України.
7 жовтня 2010 року під час засідання звітно-виборної XXIV Генеральної асамблеї Національного олімпійського комітету, яка відбулась у Києві, був обраний віце-президентом НОК.
З 2015 року – перший заступник голови ФСТ «Динамо» України.
Віце-президент НОК України, перший віце-президент Федерації біатлону України. 

## Депутатська діяльність
Депутатська діяльність В.П. Коржа спрямована на покращення вітчизняного законодавства, унормування актуальних проблем у сфері охорони здоров’я, фізичної культури й спорту . 
Член Партії регіонів (березень 2006 – січень 2014 року). Народний депутат України 5-го скликання квітень – грудень 2006 року від Партії регіонів.
У Верховній Раді України 5-го скликання – член фракції Партії регіонів (з травня 2006 року), голова підкомітету з питань фізичної культури та спорту Комітету з питань сім'ї, молодіжної політики, спорту і туризму (з липня 2006 року). Склав депутатські повноваження 14 грудня 2006 року.
Народний депутат України 6-го скликання з листопада 2007 року від Партії регіонів, № 172 в списку. На час виборів: Міністр України у справах сім'ї, молоді та спорту. У Верховній Раді України 6-го скликання – заступник голови Комітету з питань охорони здоров'я.
19 лютого 2013 року Віктор Корж призначений на посаду заступника голови Київської міської державної адміністрації (КМДА).

## Сім’я
Одружений, має двох дітей.

## Державні нагороди
- Орден «За заслуги» I ст. (1 грудня 2016) — за значний особистий внесок у державне будівництво, розвиток Української держави, вагомі трудові досягнення, багаторічну сумлінну працю.[6]
- Орден «За заслуги» II ст. (24 серпня 2012) — за значний особистий внесок у соціально-економічний, науково-технічний, культурно-освітній розвиток Української держави, вагомі трудові здобутки, багаторічну сумлінну працю та з нагоди 21-ї річниці незалежності України[7]
- Орден «За заслуги» ІІІ ст.
- Орден Данила Галицького
- Заслужений працівник фізичної культури і спорту України